# ريتشارد فيرما
ريتشارد فيرما (بالإنجليزية: Richard Verma)‏ ولد في 27 نوفمبر 1968 دبلوماسي هندي أمريكي ، يشغل منصب نائب وزير الخارجية للإدارة والموارد ، وهو المنصب الذي شغله منذ 5 أبريل 2023. سفير الولايات المتحدة السابق في الهند من عام 2015 إلى عام 2017. كان فيرما قد رشح من قبل الرئيس باراك أوباما في عام 2009 كان يشغل منصب مساعد وزير الخارجية للشؤون التشريعية بوزارة الخارجية الأمريكية، وهو منصب شغله حتى مارس 2011. بدأ فيرما مسيرته المهنية كمحام يتمتع بخبرة واسعة في قضايا الأمن القومي وعدم انتشار الأسلحة النووية.

## نشأته و حياته
ولد والدا فيرما في الهند وعاشا في خلال تقسيم الهند. أصبح والد فيرما أستاذا للغة الإنجليزية، متخصصا في الأدب الهندي، في جامعة بيتسبرغ في جونستاون منذ 40 عاما، وكانت والدته الراحلة، سافيتري، معلمة مدرسة خاصة. كان ريتشارد أصغر أطفالهم الخمسة الذين نشأوا في جونستاون، بنسلفانيا، التحقوا بالمدرسة العامة في مدرسة ويستمونت هيلتوب. تخرج فيرما من جامعة ليهاي (بكالوريوس في الهندسة الصناعية)، ومنح دكتوراه من كلية القانون بجامعة واشنطن الأمريكية ومنح جامعة جورج تاون في ليهاي، كان فيرما في روتك، وهو عضو في لامبدا تشي ألفا ورئيسه رفيع المستوى.

## الحياة المهنية
بدأ فيرما مسيرته في سلاح الجو الأمريكي كقاضي للقوات الجوية. عمل فيرما في وقت لاحق كمحام في شركة المحاماة ستيبتو وجونسون حتى أصبح مستشارا كبيرا لقائد الأغلبية في مجلس الشيوخ السيناتور هاري ريد من 2002 إلى 2007. في عام 2007، كان اسمه من قبل في منظمة «الهند في الخارج» باعتبارها واحدة من 50 الهندية الأكثر تأثيرا الأميركيين. في عام 2008 كان عضوا في لجنة منع انتشار أسلحة الدمار الشامل والإرهاب، وشارك في تأليف كتاب بعنوان العالم المعرض للخطر (2008).

## سفيرا لدى الهند
في سبتمبر 2014 رُشح أوباما فيرما كسفير الولايات المتحدة في الهند. في 4 ديسمبر 2014، صوتت لجنة العلاقات الخارجية في مجلس الشيوخ الأمريكي على تقديم ترشيح فيرما إلى مجلس الشيوخ بأكمله. في 9 ديسمبر 2014، أكد مجلس الشيوخ الأمريكي فيرما في تصويت. فيرما كان أول شخص من أصل هندي يشغل المنصب.